# 柴灣天主教海星小學
柴灣天主教海星小學（英語：Chai Wan Star of the Sea Catholic Primary School），又稱海星小學（英語：Star of the Sea Primary School，1961年－2010年8月31日），簡稱海星，原名為柴灣海星小學（英語：Chai Wan Star of the Sea Primary School），是昔日香港小學，由瑪利諾修會於1961年創立及管理；其後於1974年轉由天主教香港教區管理。學校在創校初期以半日制模式辦學，直至1998年9月1日轉為全日制。學校建校迄今已有50載，在2001年1月31日易名為柴灣天主教海星小學，最後一任校長為鄭鴻儀女士，校監為蔡念慈先生。
另外，學校於2007年被前教育統籌局以收生不足為理由對學校下了殺校令，使學校逐漸縮班。學校在2010年舉行最後一屆畢業典禮後停辦。
學校自從於2010年8月31日結束營辦後，校舍到現今一直空置著，間中有不少舊生回到學校大門前拍照留念。
聖保祿天主教小學由於原有校舍擴建，2016年9月1日起，校舍會由該校暫借上課直到2019年為止。

## 歷史
1959年由文顯榮神父創校。學校創辦初期以天台小學模式在柴灣邨18座天台辦學，其後受政府資助，於1961年搬遷到柴灣邨24座地下。根據天主教香港教區1962年手冊記載，學校於1962年時共有1250名學生，可見當年教育需要之殷切，學校在區內受歡迎之程度。另外根據1969年10月3日出版的《香港政府憲報》第4號特別副刊記載，學校於1969-70學年度的學費為港幣3元。1975年，香港政府宣佈清拆柴灣邨23座、24座及25座（後重建成環翠邨），繼而在1976年搬遷到興華邨（第二期）的現有校舍，為一所「火柴盒」小學。
因應同系聖貞德小學於2002年停辦，此校遂與天主教明德學校一併接收該校學生。
2010年7月10日上午11時，是柴灣天主教海星小學最後一屆畢業典禮暨開放日。下午2時30分，學校開放給公眾人士參觀，當天超過200名舊生回到學校。學校的地下大堂更展出大量文物給大家參觀。約下午4時30分左右，柴灣天主教海星小學其中一名仍在學校就職的教師溫卓明主任在1樓校務處的中央廣播做了一個很簡單的告別儀式，他當時說道⋯
⋯「歡樂的時光過得特別快，是時候要跟海星小學說再見。我們的天父，願祢的名受顯揚，願祢的國來臨，願祢的旨意奉行在人間，如同在天上。求祢今天賞給我們日用的食糧，求祢寬恕我們的罪過，如同我們寬恕別人一樣。不要讓我們陷於誘惑，但救我們免於凶惡。亞孟。因父，及子，及聖神，之名者，亞孟。各位同學再見！」
之後，柴灣天主教海星小學歷史性地響起最後一次鐘聲，標誌著柴灣天主教海星小學49年的歷史任務正式結束。

## 往年概況
學校近數年先後獲教育局調撥額外資源給該校改善設施。完成的改善工程計有：擴建校舍新翼、增設舞蹈室、中央圖書館、電腦學習室兩間、學生活動中心、把6樓改建為大禮堂及安裝升降機等。各項設施在設計和使用上都能照顧弱能人士。

## 班級編制
根據柴灣天主教海星小學於2001年校網記載，全校共有25班，學校殺校前的2000－2001學年度有小一3班、小二至小六各4班、啟導班2班；另在小二至小六級設立輔導教學小組及中、英、數加強輔導班，協助學習有困難的學生。

## 開設科目
中文、英文、數學、常識、聖經（即宗教）、音樂、美勞（即視覺藝術）、普通話、體育、電腦（2000年9月開設）、圖書、德育

## 校舍
學校現位於香港柴灣興華邨第二期，現時是一所由政府資助的全日制小學。校舍座落在半山上。
近年除了擴建校舍新翼之外，在6樓禮堂裡面加設一間電腦室及重置美術室（美術室原址在1樓，後改建電腦室），以及全部課室均加裝冷氣。
校舍內的設施如下：
| - 24間課室（包括新翼） - 2間電腦室 - 教師電腦室 - 2間音樂室 - 社工室 - 醫療室 - 1間美術室 - 小食部 - 禮堂 | - 會客室 - 校務處 - 教員室 - 綜合活動室 - 體育室 - 學生輔導室 - 1個操場兼籃球場 - 圖書館 - 學生活動中心 |

## 方針及目標
學校以基督的精神作為教育方針。
自1998年度起推行校本管理計劃；同年亦由上下午兩校合併為一所全日制學校。至於學校的管理架構方面，在上有教區中央校董會和該校校董會及由2006年成立的校政委員會，而在行政層面，則有由校長領導的行政小組。行政小組秉承教區中央校董會和該校校董會的指引，領導各功能小組和學科小組推行教學工作。

## 歷任校長

### 上午校
- 嚴淑卿女士[註 2][21][22][23][24]（1961－1974[24]）
- 鄭琼明先生[25]（1974－1979[25]）
- 陳炳培先生[註 3][26]（1979－1993[26]）
- 梁友聯先生[註 4]（1993－1998）

### 下午校
- 嚴淑卿女士（1961－1962）
- 沈淑賢女士[21][22][23][27]（1962－1973）
- 陳炳培先生[26]（1973－1979[26]）
- 李光詒先生[28]（1979－1988）
- 鄭光翔先生[29]（1988－1992[29]，原進教之佑學校末任校長，後轉職至香港柴灣明德小學）
- 陳炳培先生[註 5][26]（1992－1993[26]）
- 梁友聯先生[註 6]（1993－1998）

### 1998年學校轉為全日制後
- 梁友聯先生[30]（1998－2000，後調至秀茂坪天主教小學下午校）
- 李杞年先生[31][32]（2000－2003，後調至華德學校下午校）
- 鄭鴻儀女士[5][33][34]（2003－2010）

## 歷任副校長

### 上午校
- 區作燊先生[註 7][35][36]（1983－1998[註 7]）

### 下午校
- 區作燊先生[註 8][35][36]（1992－1998[註 8]）

### 1998年學校轉為全日制後
- 龍梅芳女士[37][38]（1998－2002）
- 黃漢樑先生[39][40][41][42]（2002－2010）

## 歷任校監
- 文顯榮神父[3][4]（Rev. Stephen B. Edmonds, MM, MBE，1961－1974）
- 陶成章神父[43]（1974－1979）
- 明鑑理神父[44]（Fr. Lido Mencarini，1979－1981）（署理校監）
- 黎和樂神父[45]（Fr. Gabriel Lajeune，1981－1996）
- 冀世安神父[46]（Fr. Ciaran Kane，1996－1999）
- 譚錦榮神父[30][31]（1999－2002）
- 陳德雄神父[32]（2002－2006）
- 馮賜豪神父[33][34]（2006－2009）
- 蔡念慈先生[5]（2009－2010）

## 著名校友
- 葉文輝[47][48][49][50]，香港演員、歌手、電台節目主持，現為新城電台節目主持
- 譚偉洋[51][52][53]，前香港籃球代表隊成員
- 李佳芯[54][55][56][57][58][59][60]，香港女演員、主持及模特兒
- 崔家明，香港著名博客、資深科技傳媒
- 陳基湘，香港中文大學醫學院微生物學系教授
- 鄭國輝，香港男子滑浪風帆運動員，2009年東亞運動會及2014年亞洲運動會金牌得主
- 伍淑怡[註 9]，香港模特兒
- 周凱盈[61][62][63][64][65]，前香港少女模特兒

## 大事記
- 1966年6月21日，應屆小六學生32人在陶成章神父率領下參觀工商日報大廈。[66]
- 1977年2月8日，雅麗珊郡主訪港期間到訪興華（二）邨，受到全校師生熱烈歡迎。
- 已故天主教香港教區主教胡振中樞機於1979年曾到訪學校。[67]
- 粵劇名伶李寶瑩之弟李漢樑曾在上午校任教[68]，1982年2月22日因腦膜炎病逝於聖德肋撒醫院。[69]
- 1983年9月1日發生的大韓航空007號班機空難，其中一位遇難者梁智文老師遇難前正在上午校任教。[70][71][72]
- 80年代無綫電視兒童節目《430穿梭機》其中一位主持人Kitty姐姐（朱曉梅）擔任主持期間正在下午校任教。[73][74][75][76]
- 1989年6月4日，因發生六四事件，全校師生於1989年6月5日（星期一）抗議集體罷課。
- 1993年，就讀下午校的一名五年級學生徐志文接受無綫電視新聞節目《星期日檔案》訪問，該集主題為「爸媽離家上班去」，於1993年4月4日首播。2022年，事隔29年後的徐志文再次接受無綫電視資訊專題節目《尋人記 II》訪問，該集於2022年5月26日（星期四）播出。[77][78]
- 1997年5月2日，根據天亞社中文網報導，校監冀世安神父及校長梁友聯曾去信港督彭定康，請求延長一名在學校就讀的非法入境兒童鍾若琳逗留時間至年中學期結束為止。梁校長於4月24日告訴天亞社：「衹有持有具保書的非法入境兒童方可向教育署申請安排入學。但在1500名申請者中，衹有少數能成功就讀。」他認為，相信政府會收緊對非法入境兒童的入學政策，以打擊近期嚴重的偷渡潮，因此這些兒童讀書的機會更微。[79]
- 現任培僑小學校長吳佳筠女士曾在學校任教，並曾任合唱團導師，2001年離職。[80][81]
- 2003年農曆新年期間，就讀五年級的一名學生楊智韜接受兒童雜誌《明報兒童周刊》訪問，是次訪問主題為「假期快結束了，功課還未做完！怎麼辦呢？」，其後該訪問刊登於2003年2月7日出版的《明報兒童周刊》2003年2月份第一期。[82][83]
- 2006年1月14日，因學校舞蹈組在第42屆學校舞蹈節中的出色表演，獲得英文報章《南華早報》報導。[84]

## 外部連結
- 柴灣天主教海星小學校網（互聯網檔案館）
- 柴灣天主教海星小學學校報告（2002至2003年度）（互聯網檔案館）
- 柴灣天主教海星小學2003至2004年度校務計劃書（互聯網檔案館）
- Y28 Kids - 柴灣海星小學 （页面存档备份，存于）
- 小學概覽2000/01 - 柴灣海星小學（互聯網檔案館）
- 小學概覽2001/02 - 柴灣天主教海星小學（互聯網檔案館）
- 小學概覽2002/03 - 柴灣天主教海星小學（互聯網檔案館）
- 小學概覽2006/07 - 柴灣天主教海星小學（互聯網檔案館）
- 小學概覽2007/08 - 柴灣天主教海星小學（互聯網檔案館）
- 小學概覽2009/10 - 柴灣天主教海星小學（互聯網檔案館）
- 柴灣海星小學的Facebook專頁
- 柴灣海星小學的MeWe專頁 （页面存档备份，存于）
- 柴灣海星小學的Instagram帳戶
- Youtube - 柴灣海星小學校歌（合唱版） （页面存档备份，存于）
- Youtube - 柴灣海星小學校歌（歷代校徽版） （页面存档备份，存于）
- Youtube - 柴灣海星小學紀念影片 （页面存档备份，存于）
- Youtube - 柴灣海星小學歷屆畢業回顧短片 （页面存档备份，存于）
- Youtube - 柴灣海星小學2009-2010年度第46屆畢業暨結校感恩禮回顧短片 （页面存档备份，存于）